# Jack Sonni
Jack Sonni (Indiana (Pennsylvania), 9 december 1954 – 30 augustus 2023) was een Amerikaans gitarist en lid van Dire Straits.
In 1978 ging Jack werken bij het net geopende Rudy's Music Stop, dat in bezit was van de gitaarbouwer Rudy Pensa. Hier ontmoette hij voor het eerst de leden van Dire Straits, eerst David en toen Mark Knopfler.
De vriendschap met de Knopflers groeide en toen Hal Lindes in 1985 de band verliet, werd Jack gevraagd om mee te spelen op het nieuwe album: Brothers in Arms. Jack accepteerde meteen.
Jack verliet de band in 1988 om zijn tweelingdochters Caitlin en Nadine, die in 1988 werden geboren, groot te brengen.

## Discografie
- Brothers in Arms (1985)
- Money for Nothing (compilatie) (1988)
- Sultans of Swing: The very best of Dire Straits (compilatie) (1998)
- Private Investigations: The best of Dire Straits & Mark Knopfler (compilatie) (2005)

Mark Knopfler · John Illsley
Guy Fletcher · Alan Clark · David Knopfler · Pick Withers · Hal Lindes · Terry Williams · Jack Sonni